# Großsteingräber bei Heinschenwalde
Die Großsteingräber bei Heinschenwalde waren drei megalithische Grabanlagen der jungsteinzeitlichen Trichterbecherkultur bei Heinschenwalde, einem Ortsteil von Hipstedt im Landkreis Rotenburg (Wümme) (Niedersachsen).

## Lage
Die beiden Gräber mit den Fundplatz-Nummern 26 und 39 lagen etwa 3,8 km südöstlich von Heinschenwalde im Waldgebiet Hinzel. Das Grab mit der Fpl. 26 war das westliche. Das Grab Fpl. 39 lag etwa 220 m ostnordöstlich von diesem. Das Grab Fpl. 36 lag etwa 2,8 km ostnordöstlich hiervon im Neuen Hinzel, kurz vor der Gemeindegrenze zu Ebersdorf. In der näheren Umgebung beider Standorte gibt es zahlreiche Grabhügel. Etwa 800 m südöstlich der Gräber Fpl 26 und 39 lagen die im 19. Jahrhundert zerstörten Großsteingräber bei Oerel.

## Forschungsgeschichte
Zur Zerstörungszeit der Gräber liegen keine genauen Informationen vor. Ihre Existenz wurde zunächst nicht in wissenschaftlicher Literatur erfasst. Erst in den 2020er Jahren wurden ihre Überreste im digitalen Denkmalatlas Niedersachsen dokumentiert.

## Beschreibung

### Grab Fpl. 26
Von der Anlage ist noch der Rest einer ost-westlich orientierten rechteckigen oder ovalen Hügelschüttung mit einer Länge von 20 m, einer Breite von 19 m und einer erhaltenen Höhe von etwa 0,8 m vorhanden. Im Südwesten und Nordosten des Hügels sind Einschnitte zu erkennen. Eine annähernd quadratische Grube mit einer Seitenlänge von 8 m zeigt den einstigen Standort der Grabkammer an. Sämtliche Wand- und Decksteine fehlen. Innerhalb der Kammer sind zahlreiche kleine Granitstücke erkennbar.

### Grab Fpl. 36

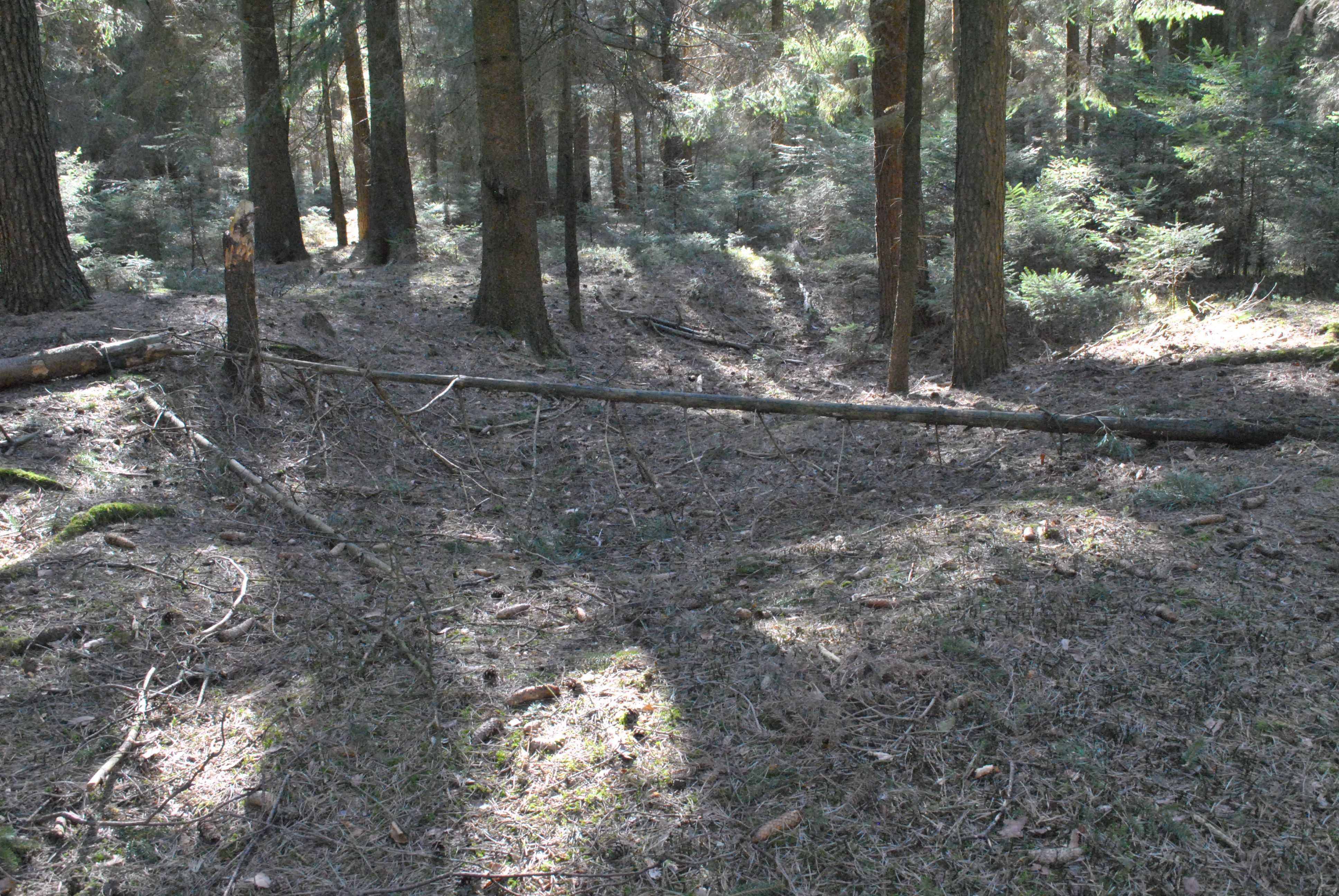
Überreste von Grab Fpl. 36

Von der Anlage ist noch der Rest einer wahrscheinlich rechteckigen Hügelschüttung mit einer Länge von 14,5 m, einer Breite von 11 m und einer erhaltenen Höhe von etwa 0,5 m vorhanden. Zur Orientierung liegen keine Angaben vor. Darin sind die Spuren einer Grabkammer mit einer Länge von 8,5 m und einer Breite von 5 m erkennbar. Sämtliche Wand- und Decksteine fehlen. Innerhalb der Kammer sind eine größere Menge Granitgrus und einige größere Granitstücke erkennbar.

### Grab Fpl. 39

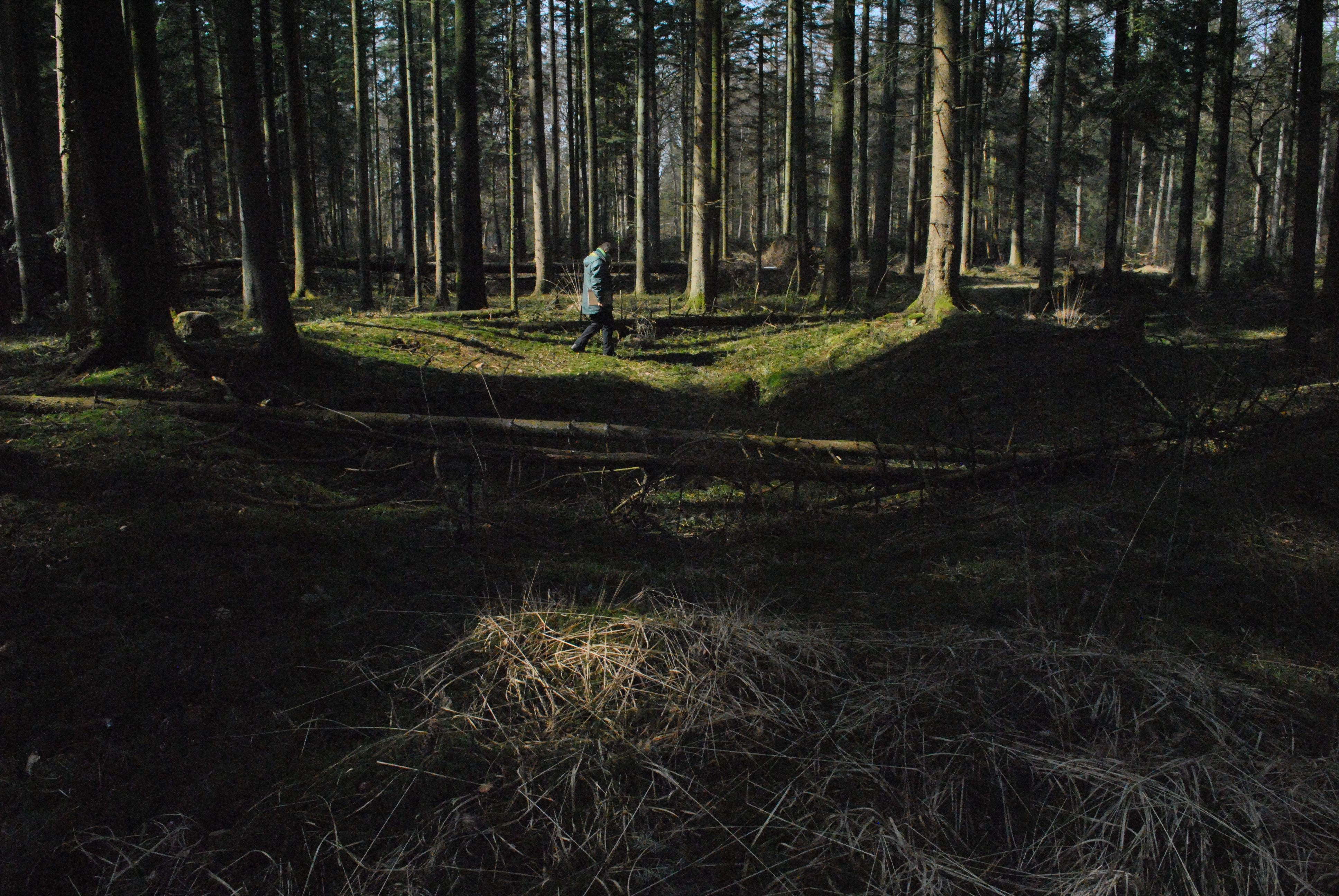
Überreste von Grab Fpl. 39

Von der Anlage ist noch der Rest einer westnordwest-ostsüdöstlich orientierten rechteckigen Hügelschüttung mit einer Länge von 18,5 m, einer Breite von 15,3 m und einer erhaltenen Höhe von etwa 0,5 m vorhanden. Darin sind die Spuren einer Grabkammer mit einer Länge von 8 m und einer Breite von 4,8 m erkennbar. Sämtliche Wand- und Decksteine fehlen. Innerhalb und außerhalb der Kammer sind zerschlagene Granitstücke und Teile von gesprengten Findlingen erkennbar.